# Seznam ministrů veřejných prací Předlitavska
Toto je seznam ministrů veřejných prací Předlitavska, který obsahuje chronologický přehled všech členů vlád Předlitavska působících v čele tohoto úřadu (včetně správců, tedy osob provizorně pověřených řízením ministerstva) po celé období existence tohoto státního útvaru, tedy od rakousko-uherského vyrovnání roku 1867 (respektive od ustavení tohoto rezortu v březnu 1908) až do zániku Rakouska-Uherska v roce 1918.

## Ministři veřejných prací Předlitavska 1908–1918
| # | Jméno           | Fotografie | Strana                 | Vláda                                                                           | Funkční období                       | Poznámky                           |
| - | --------------- | ---------- | ---------------------- | ------------------------------------------------------------------------------- | ------------------------------------ | ---------------------------------- |
| 1 | Albert Gessmann |            | Křesťansko-soc. strana | vláda Maxe Becka                                                                | 21. března 1908 – 15. listopadu 1908 | Ministerstvo vytvořeno 6. 3. 1908. |
| 2 | Max Wickenburg  |            |                        | vláda Richarda Bienertha                                                        | 15. listopadu 1908 – 10. února 1909  | Správce.                           |
| 3 | August von Ritt |            |                        | vláda Richarda Bienertha                                                        | 10. února 1909 – 9. ledna 1911       |                                    |
| 4 | Karel Marek     |            |                        | vláda Richarda Bienertha třetí vláda Paula Gautsche                             | 9. ledna 1911 – 3. listopadu 1911    |                                    |
| 5 | Otakar Trnka    |            |                        | vláda Karla Stürgkha druhá vláda E. von Koerbera vláda Heinricha Clam-Martinice | 3. listopadu 1911 – 22. června 1917  |                                    |
| 6 | Emil von Homann |            |                        | vláda Ernsta Seidlera vláda Maxe Hussarka vláda Heinricha Lammasche             | 23. června 1917 – 30. října 1918     | Do 30. 8. 1917 správce.            |

* Poznámka: V pramenech a databázích mírně kolísá přesná datace počátku a konce funkčního období jednotlivých vlád. Zde všechny údaje dle publikace kol. aut.: Československé dějiny v datech, Praha 1987.